# 叶义问
叶义问（1098年—1170年），字审言，严州寿昌（今浙江省建德市南）人，南宋大臣。
建炎初年，登进士第。调任临安府司理参军。范宗尹为宰相，叶义问与沈长卿等上疏揭发他的奸邪。担任饶州教授，代理州事。当年旱灾，自行决定开常平仓米振济灾民，提刑黄敦书弹劾他，下诏不追究。前枢密徐俯门下僧人犯罪，叶义问绳之以法，徐俯曾经举荐叶义问，非常愤怒，于是拿了推荐书去还给了他。知江宁县。召秦桧亲友服役，同僚以为不可，叶义问说：“不这样做何以使他人心服。”最后还是令他们服役。随后通判江州。豫章守张宗元忤逆秦桧，有人中伤他，事情交给转运使张常先。张宗元路过九江，张常先让叶义问阻拦他的船，叶义问扔掉文书：“我宁可获罪，不做坏事。”张常先回复秦桧，于是罢去叶义问。
秦桧死后，汤思退推荐他，宋高宗记得他弹劾过范宗尹，召他前来，他说台谏废置在皇帝，秦桧亲党应该全部罢逐，因言得罪之人应该叙复。擢升为殿中侍御史。枢密汤鹏举效仿秦桧所为，培植党羽周方崇、李庚，安插台谏，铲除异己。叶义问连续弹劾汤鹏举，说“一桧死一桧生”，被周方崇等人全部罢免。又说：“凡选将遇到缺任，令枢密院开列三名请求皇帝圣旨，则军政都在皇帝掌握了。”转任侍御史。朱朴、沈虚中奉祠住在家里，叶义问弹劾他们党附秦桧，全部移居。郊祀大赦，叶义问说：“去年附和秦桧告密的人，不应在移放之例。”皇帝依从。转任吏部侍郎兼史馆修撰，不久兼侍读，拜同知枢密院事。
宋高宗听说金国有犯边之意，派遣叶义问奉使观察，叶义问还奏：“他们造舟船，备器械，其用心必有所在，应该屯驻沿海要害防备。”金主完颜亮果然南侵。命叶义问视察部队，叶义问不习军旅，刘锜奏捷，读到“金贼又添生兵”，问：“‘生兵’是什么东西？”听到的人掩口而笑。至镇江，听说瓜洲官军与敌人相持，惊慌失措，让民夫掘沙沟，插上木枝为鹿角御敌，一夕潮水来到，沙沟荡平，木枝尽去。建康留守张焘派人告急，叶义问从陆路撤退，说是到建康催促发兵，市上百姓都骂他。又听说敌人据瓜洲，采石兵很多，想要回到镇江，诸军吵嚷这说：“不可回去，回去有不测。”于是回到建康。已而完颜亮被弑，金兵退，叶义问还朝，力请退职，于是罢官。
隆兴元年（1163年），中丞辛次膺弹劾叶义问“之前指挥诸将差点坏事，而且以官位给亲人好处”。贬谪到饶州。乾道元年（1165年），宋孝宗诏命他自便。乾道六年（1170年）卒，年七十三岁。

## 延伸阅读
[在维基数据编辑]
 《宋史·卷384》，出自脱脱《宋史》